# Antiguo convento de la Trinidad (Játiva)

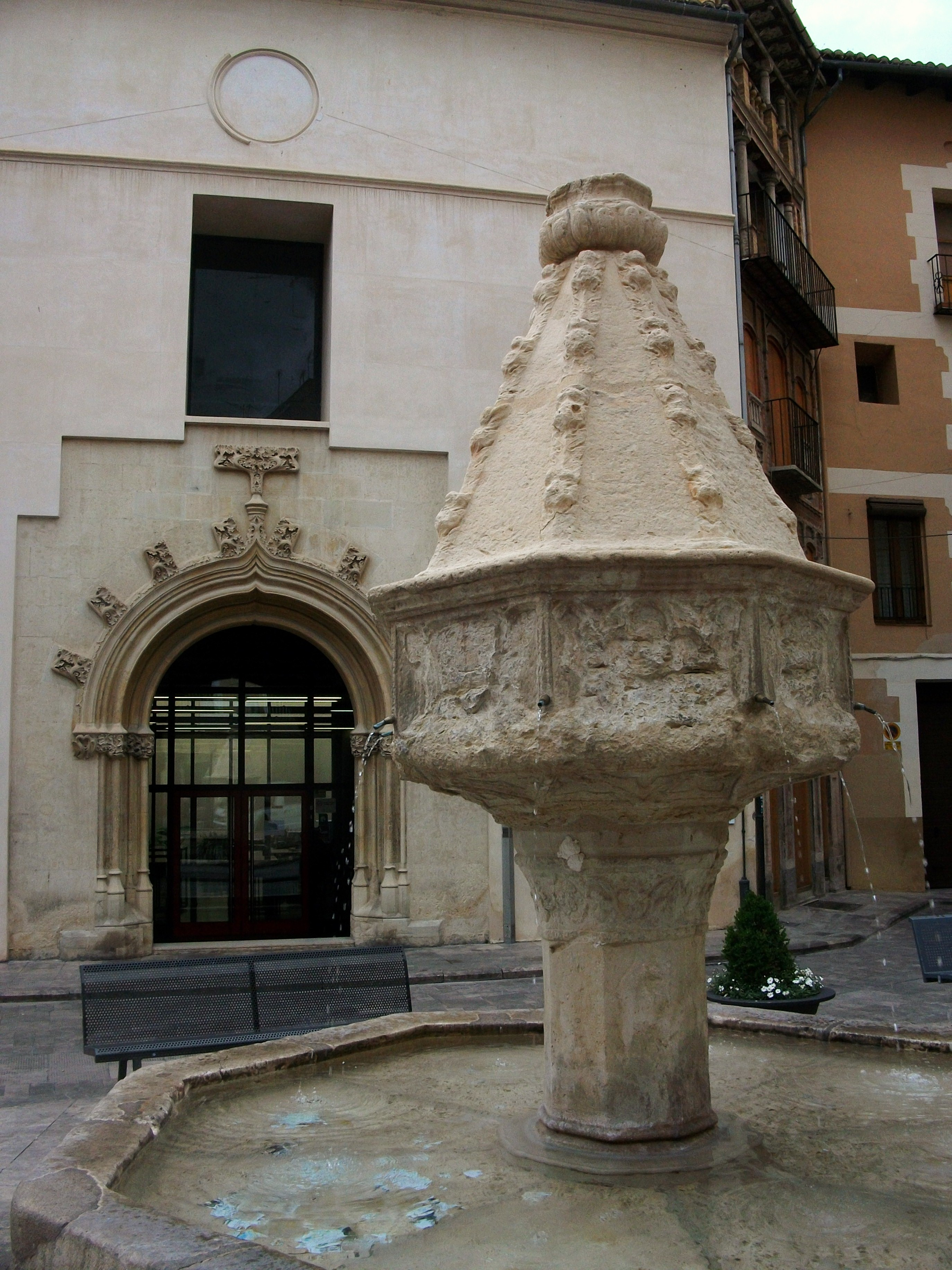
Fachada del antiguo convento y fuente de la Trinidad

El antiguo convento de la Trinidad, se encuentra en la plaza del mismo nombre, de la localidad de Játiva, de la provincia de Valencia (España).

## Historia
Data del siglo XV, aunque en la actualidad sólo se conserva la portada de estilo gótico flamígero de la iglesia, que alberga el Archivo Municipal. Ante esta puerta se sitúa la fuente de la Trinidad, del siglo XIV, cuya copa está conformada por un prisma octogonal en el que alternan, casi borrados, los escudos de Játiva y del Reino de Valencia.
La Orden de los Trinitarios fundó el convento de Játiva en 1259 y estos desaparecieron en las etapas de 1821 y 1835, en las desamortizaciones eclesiásticas, destinándose el edificio a otros usos. En 1845 el edificio estaba destinado a almacén y en él vivían varias familias en régimen de alquiler. Posteriormente, el edificio fue utilizado para Casino Republicano, destino que tuvo hasta 1939, en que estuvo incautado para otras actividades. Redescubierta la portada de la Iglesia en 1979, el Ayuntamiento de Játiva decide, por acuerdo de 17 de noviembre de 1986, destinar el edificio a Archivo Municipal.